# Odlanier Solís
Odlanier Solís (n. 5 aprilie 1980, La Habana, Cuba) este un boxer ce a reprezentat Cuba, medaliat olimpic. A participat la o ediție a Jocurilor Olimpice (2004) în care a câștigat o medalie de aur.